# EXILE LIVE TOUR 2011 TOWER OF WISH 〜願いの塔〜
『EXILE LIVE TOUR 2011 TOWER OF WISH 〜願いの塔〜』（エグザイル ライブ ツアー 2011 タワー オブ ウィッシュ 〜ねがいのとう〜）は、EXILEの7枚目のライブ・ビデオである。2012年3月14日にrhythm zoneから発売。

## 概要
2011年11月から12月にかけて開催された「EXILE LIVE TOUR 2011 TOWER OF WISH〜願いの塔〜」より、2011年12月8日-12日の東京ドーム公演の模様を収録。
3DVDと2DVD、2Blu-rayとBlu-rayの4形態でのリリース。
ボーナストラックとして、東京ドームにて4年ぶりに復活したオカザイルを完全収録。フジテレビ系「めちゃ×2イケてるッ!岡村奇跡のダイエット もうデブなんて言わないでスペシャル」（2012年1月7日放送）でも放送された『ライジング岡村サン』や『E-Girls Anthem』、『銀河鉄道999』などを収録。
また、このツアーのドキュメント映像「EXILE LIVE TOUR 2011 TOWER OF WISH DOCUMENT」を、「3DVD」と「2Blu-ray」にのみ収録。
ツアーには、サポートメンバーとして、「E-Girls」「EGD」「EXPG Dancers」も参加している。
12月8日、周杰倫が登場した。ATSUSHIと「説了再見」の日本語バージョン「Real Valentine」をコラボした。

## 収録曲

### DISC1
1. Rising Sun
2. Each Other's Way 〜旅の途中〜
3. Miracle
4. Someday
5. Choo Choo TRAIN
6. 掌の砂
7. I Believe
8. あなたへ
9. Lovers Again
10. Ti Amo
11. Silent night〜HOLY NIGHT〜
12. LAST CHRISTMAS

### DISC2
1. いつかきっと… / EXILE ATSUSHI
2. もっと強く
3. Lazer Battle〜Martial Arts-EXILE Remix Anthem-
4. 24karats STAY GOLD
5. FIGHTERS / 三代目J Soul Brothers
6. 次の時代へ / 三代目J Soul Brothers
7. E-Girls ANTHEM / E-Girls
8. VICTORY
9. LA・LA・LA LOVE SONG
10. WON'T BE LONG
11. 銀河鉄道999
12. 願い
13. ENCORE：I Wish For You -Tower Of Wish Version-
14. ENCORE：道
15. ENCORE：One Wish

BONUS TRACK
1. E-Girls Anthem
2. 銀河鉄道999
3. ライジング 岡村サン / OKAXILE
4. Choo Choo 岡村 TRAIN 2011 / OKAXILE
5. One Wish

### DISC3
- EXILE LIVE TOUR 2011 TOWER OF WISH DOCUMENT